# Чемпионат Европы по международным шашкам среди мужчин 2002
Чемпионат Европы по международным шашкам среди мужчин 2002 года  прошёл с 5 по 22 ноября в Домбурге, Нидерланды. В нём приняли участие 32 спортсменов из 12 стран. Впервые в чемпионате участвовала женщина – Зоя Голубева. Впервые проводился по олимпийской системе с выбыванием после двух поражений.
Победил представитель России Александр Шварцман, серебро у россиянина Александра Георгиева, третье место у представителя  Нидерландов Герарда Янсена.

## Регламент соревнования
Для определения победителя в паре проводился микроматч: сначала игрались две партии с классическом контролем времени (1 час 20 минут + 1 минута на ход), если они не выявляли победителя, то игрались две партии в быстрые шашки (15 минут + 10 секунд на ход). При равенстве игрались партии (не более 4) в блиц (5 минут + 3 секунды на ход).
На первом этапе играли все участники, предварительно разбитые на 16 пар.
На втором этапе играли 8 пар победителей и 8 пар проигравших. Проигравшие во второй восьмёрке заняли места с 25 по 32.
На третьем этапе проигравшие в первой восьмёрке встречались с победителями во второй восьмёрке пар. Проигравшие заняли места с 17 по 24.
На четвёртом этапе встречались победители третьего этапа с победители первых восьми пар второго этапа. Проигравшие заняли места с 9 по 16.
В финальной части победители четвёртого этапа разыграли места с 1 по 8.
| Участник        | Основная программа | Рапид |
| --------------- | ------------------ | ----- |
| Гунтис Валнерис | 1 1                | 2 1   |
| Юрий Лагода     | 1 1                | 0 1   |

| Участник      | Основная программа | Рапид |
| ------------- | ------------------ | ----- |
| Игорь Кирзнер | 1 1                | 2 1   |
| Йос Стоккел   | 1 1                | 0 1   |

| Участник           | Основная программа |
| ------------------ | ------------------ |
| Александр Георгиев | 2 2                |
| Иво Кристек        | 0 0                |

| Участник       | Основная программа | Рапид |
| -------------- | ------------------ | ----- |
| Ауке Схолма    | 1 1                | 1 2   |
| Мартин Долфинг | 1 1                | 1 0   |

| Участник           | Основная программа |
| ------------------ | ------------------ |
| Александр Шварцман | 1 2                |
| Марк де Мюленер    | 1 0                |

| Участник           | Основная программа | Рапид |
| ------------------ | ------------------ | ----- |
| Ерун ван дер Аккер | 1 1                | 2 1   |
| Сергей Носевич     | 1 1                | 0 1   |

| Участник          | Основная программа |
| ----------------- | ------------------ |
| Анатолий Гантварг | 2 1                |
| Рышард Савчик     | 0 1                |

| Участник         | Основная программа | Рапид | Блиц |
| ---------------- | ------------------ | ----- | ---- |
| Владимир Мильшин | 1 1                | 1 1   | 2    |
| Алексей Домчев   | 1 1                | 1 1   | 0    |

| Участник     | Основная программа |
| ------------ | ------------------ |
| Герард Янсен | 2 1                |
| Пётр Хмель   | 0 1                |

| Участник        | Основная программа |
| --------------- | ------------------ |
| Евгений Ватутин | 2 1                |
| Эгидиюс Петрила | 0 1                |

| Участник        | Основная программа |
| --------------- | ------------------ |
| Роб Клерк       | 2 2                |
| Эрлен Померанец | 0 0                |

| Участник         | Основная программа |
| ---------------- | ------------------ |
| Рон Хёсденс      | 1 2                |
| Лаймонис Залитис | 1 0                |

| Участник             | Основная программа |
| -------------------- | ------------------ |
| Константин Алексеев  | 1 2                |
| Гетманский Александр | 1 0                |

| Участник    | Основная программа |
| ----------- | ------------------ |
| Арно Кордье | 2 2                |
| Рауль Бубби | 0 0                |

| Участник        | Основная программа | Рапид |
| --------------- | ------------------ | ----- |
| Роберт Мисанс   | 1 1                | 1 2   |
| Раймонд Випулис | 1 1                | 1 0   |

| Участник         | Основная программа |
| ---------------- | ------------------ |
| Эдвард Бужинский | 1 2                |
| Зоя Голубева     | 1 0                |

| Участник        | Основная программа |
| --------------- | ------------------ |
| Гунтис Валнерис | 1 2                |
| Игорь Кирзнер   | 1 0                |

| Участник           | Основная программа |     |
| ------------------ | ------------------ | --- |
| Ауке Схолма        | 1 1                | 1 2 |
| Александр Георгиев | 1 1                | 1 0 |

| Участник           | Основная программа |
| ------------------ | ------------------ |
| Александр Шварцман | 1 2                |
| Ерун ван дер Аккер | 1 0                |

| Участник          | Основная программа |
| ----------------- | ------------------ |
| Анатолий Гантварг | 2 1                |
| Владимир Мильшин  | 0 1                |

| Участник        | Основная программа | Рапид | Блиц    | доп. матч |
| --------------- | ------------------ | ----- | ------- | --------- |
| Герард Янсен    | 1 1                | 1 1   | 1 1 1 1 | 1 чёрные  |
| Евгений Ватутин | 1 1                | 1 1   | 1 1 1 1 | 1 белые   |

| Участник    | Основная программа | Рапид | Блиц  |
| ----------- | ------------------ | ----- | ----- |
| Роб Клерк   | 1 1                | 1 1   | 1 1 2 |
| Рон Хёсденс | 1 1                | 1 1   | 1 1 0 |

| Участник            | Основная программа | Рапид | Блиц |
| ------------------- | ------------------ | ----- | ---- |
| Арно Кордье         | 1 1                | 1 1   | 1 2  |
| Константин Алексеев | 1 1                | 1 1   | 1 0  |

| Участник         | Основная программа | Рапид |
| ---------------- | ------------------ | ----- |
| Эдвард Бужинский | 1 1                | 1 2   |
| Роберт Мисанс    | 1 1                | 1 0   |

| Участник    | Основная программа |
| ----------- | ------------------ |
| Йос Стоккел | 2 0                |
| Юрий Лагода | 1 1                |

| Участник       | Основная программа |
| -------------- | ------------------ |
| Мартин Долфинг | 2 2                |
| Иво Кристек    | 0 0                |

| Участник        | Основная программа |
| --------------- | ------------------ |
| Сергей Носевич  | 2 1                |
| Марк де Мюленер | 0 1                |

| Участник       | Основная программа |
| -------------- | ------------------ |
| Алексей Домчев | 2 1                |
| Рышард Савчик  | 0 1                |

| Участник        | Основная программа | Рапид | Блиц |
| --------------- | ------------------ | ----- | ---- |
| Пётр Хмель      | 1 1                | 1 1   | 2    |
| Эгидиюс Петрила | 1 1                | 1 1   | 0    |

| Участник         | Основная программа |
| ---------------- | ------------------ |
| Лаймонис Залитис | 1 2                |
| Эрлен Померанец  | 1 0                |

| Участник             | Основная программа |
| -------------------- | ------------------ |
| Гетманский Александр | 2 2                |
| Рауль Бубби          | 0 0                |

| Участник        | Основная программа |
| --------------- | ------------------ |
| Зоя Голубева    | 2 1                |
| Раймонд Випулис | 0 1                |

| Участник           | Основная программа |
| ------------------ | ------------------ |
| Александр Георгиев | 2 1                |
| Йос Стоккел        | 0 1                |

| Участник       | Основная программа | Рапид | Блиц  |
| -------------- | ------------------ | ----- | ----- |
| Игорь Кирзнер  | 1 1                | 1 1   | 1 1 2 |
| Мартин Долфинг | 1 1                | 1 1   | 1 1 0 |

| Участник         | Основная программа | Рапид | Блиц  |
| ---------------- | ------------------ | ----- | ----- |
| Владимир Мильшин | 1 1                | 1 1   | 1 1 2 |
| Сергей Носевич   | 1 1                | 1 1   | 1 1 0 |

| Участник           | Основная программа | Рапид |
| ------------------ | ------------------ | ----- |
| Ерун ван дер Аккер | 1 1                | 2 1   |
| Алексей Домчев     | 1 1                | 0 1   |

| Участник    | Основная программа | Рапид |
| ----------- | ------------------ | ----- |
| Рон Хёсденс | 1 1                | 2 1   |
| Пётр Хмель  | 1 1                | 0 1   |

| Участник         | Основная программа | Рапид | Блиц  |
| ---------------- | ------------------ | ----- | ----- |
| Евгений Ватутин  | 1 1                | 1 1   | 1 1 2 |
| Лаймонис Залитис | 1 1                | 1 1   | 1 1 0 |

| Участник             | Основная программа |
| -------------------- | ------------------ |
| Гетманский Александр | 1 2                |
| Роберт Мисанс        | 1 0                |

| Участник            | Основная программа |
| ------------------- | ------------------ |
| Зоя Голубева        | 2 1                |
| Константин Алексеев | 0 1                |

| Участник           | Основная программа | Рапид |
| ------------------ | ------------------ | ----- |
| Александр Георгиев | 1 1                | 1 2   |
| Арно Кордье        | 1 1                | 1 0   |

| Участник         | Основная программа | Рапид | Блиц |
| ---------------- | ------------------ | ----- | ---- |
| Эдвард Бужинский | 1 1                | 1 1   | 1 2  |
| Игорь Кирзнер    | 1 1                | 1 1   | 1 0  |

| Участник         | Основная программа | Рапид | Блиц    |
| ---------------- | ------------------ | ----- | ------- |
| Герард Янсен     | 1 1                | 1 1   | 1 1 1 2 |
| Владимир Мильшин | 1 1                | 1 1   | 1 1 1 0 |

| Участник           | Основная программа | Рапид | Блиц |
| ------------------ | ------------------ | ----- | ---- |
| Роб Клерк          | 1 1                | 1 1   | 1 2  |
| Ерун ван дер Аккер | 1 1                | 1 1   | 1 0  |

| Участник           | Основная программа | Рапид |
| ------------------ | ------------------ | ----- |
| Александр Шварцман | 1 1                | 1 2   |
| Рон Хёсденс        | 1 1                | 1 0   |

| Участник          | Основная программа |
| ----------------- | ------------------ |
| Анатолий Гантварг | 1 2                |
| Евгений Ватутин   | 1 0                |

| Участник             | Основная программа | Рапид | Блиц    |
| -------------------- | ------------------ | ----- | ------- |
| Гунтис Валнерис      | 1 1                | 1 1   | 1 1 1 2 |
| Гетманский Александр | 1 1                | 1 1   | 1 1 1 0 |

| Участник     | Основная программа | Рапид |
| ------------ | ------------------ | ----- |
| Ауке Схолма  | 0 2                | 1 2   |
| Зоя Голубева | 2 0                | 1 0   |

| Участник           | Основная программа | Рапид |
| ------------------ | ------------------ | ----- |
| Александр Шварцман | 1 1                | 2 1   |
| Роб Клерк          | 1 1                | 0 1   |

| Участник        | Основная программа | Рапид |
| --------------- | ------------------ | ----- |
| Гунтис Валнерис | 1 1                | 1 2   |
| Герард Янсен    | 1 1                | 1 0   |

| Участник           | Основная программа |
| ------------------ | ------------------ |
| Александр Георгиев | 1 2                |
| Эдвард Бужинский   | 1 0                |

| Участник          | Основная программа |
| ----------------- | ------------------ |
| Анатолий Гантварг | 2 2                |
| Ауке Схолма       | 0 0                |

| Участник           | Основная программа | Рапид | Блиц |
| ------------------ | ------------------ | ----- | ---- |
| Александр Шварцман | 1 1                | 1 1   | 2    |
| Гунтис Валнерис    | 1 1                | 1 1   | 0    |

| Участник           | Основная программа | Рапид | Блиц |
| ------------------ | ------------------ | ----- | ---- |
| Александр Георгиев | 1 1                | 1 1   | 2    |
| Анатолий Гантварг  | 1 1                | 1 1   | 0    |

| Участник         | Основная программа | Рапид | Блиц    |
| ---------------- | ------------------ | ----- | ------- |
| Эдвард Бужинский | 1 1                | 1 1   | 1 1 1 2 |
| Ауке Схолма      | 1 1                | 1 1   | 1 1 1 0 |

| Участник     | Основная программа | Рапид | Блиц    | Доп. матч |
| ------------ | ------------------ | ----- | ------- | --------- |
| Герард Янсен | 1 1                | 1 1   | 1 1 1 1 | 2 белые   |
| Роб Клерк    | 1 1                | 1 1   | 1 1 1 1 | 0 чёрные  |

| Участник         | Основная программа | Рапид |
| ---------------- | ------------------ | ----- |
| Гунтис Валнерис  | 1 1                | 2 2   |
| Эдвард Бужинский | 1 1                | 0 0   |

| Участник          | Основная программа | Рапид |
| ----------------- | ------------------ | ----- |
| Герард Янсен      | 1 1                | 1 2   |
| Анатолий Гантварг | 1 1                | 1 0   |

| Участник           | Основная программа | Рапид | Блиц |
| ------------------ | ------------------ | ----- | ---- |
| Александр Шварцман | 1 1 1 1            | 1 1   | 2    |
| Александр Георгиев | 1 1 1 1            | 1 1   | 0    |

| Участник        | Основная программа |
| --------------- | ------------------ |
| Герард Янсен    | 2 1                |
| Гунтис Валнерис | 0 1                |

| Участник          | Основная программа |
| ----------------- | ------------------ |
| Анатолий Гантварг | 2 2                |
| Эдвард Бужинский  | 0 0                |

| Участник    | Основная программа |
| ----------- | ------------------ |
| Ауке Схолма | 1 1                |
| Роб Клерк   | 1 1                |

## Итоговое положение
| Место | Участник             | Страна     | Звание | Рейтинг |
| ----- | -------------------- | ---------- | ------ | ------- |
| 1     | Александр Шварцман   | Россия     | GMI    | 2427    |
| 2     | Александр Георгиев   | Россия     | GMI    | 2419    |
| 3     | Герард Янсен         | Нидерланды | GMI    | 2354    |
| 4     | Гунтис Валнерис      | Латвия     | GMI    | 2419    |
| 5     | Анатолий Гантварг    | Беларусь   | GMI    | 2402    |
| 6     | Эдвард Бужинский     | Литва      | GMI    | 2340    |
| 7     | Ауке Схолма          | Нидерланды | GMI    | 2313    |
| 8     | Роб Клерк            | Нидерланды | GMI    | 2387    |
| 9—16  | Гетманский Александр | Россия     | GMI    | 2361    |
|       | Евгений Ватутин      | Беларусь   | GMI    | 2350    |
|       | Рон Хёсденс          | Нидерланды | MI     | 2345    |
|       | Арно Кордье          | Франция    | MI     | 2337    |
|       | Владимир Мильшин     | Россия     | GMI    | 2328    |
|       | Игорь Кирзнер        | Украина    | GMI    | 2318    |
|       | Ерун ван дер Аккер   | Нидерланды | MI     | 2315    |
|       | Зоя Голубева         | Латвия     | MI     | 2295    |
| 17—24 | Мартин Долфинг       | Нидерланды |        | 2331    |
|       | Сергей Носевич       | Беларусь   | GMI    | 2318    |
|       | Йос Стоккел          | Нидерланды | GMI    | 2309    |
|       | Алексей Домчев       | Литва      | MI     | 2298    |
|       | Лаймонис Залитис     | Латвия     | GMI    | 2280    |
|       | Константин Алексеев  | Латвия     |        | 2221    |
|       | Роберт Мисанс        | Латвия     |        | 2220    |
|       | Пётр Хмель           | Польша     | MF     | 2189    |
| 25—32 | Раймонд Випулис      | Латвия     | GMI    | 2351    |
|       | Рауль Бубби          | Италия     | MI     | 2280    |
|       | Эгидиюс Петрила      | Литва      | MI     | 2276    |
|       | Эрлен Померанец      | Израиль    |        | 2207    |
|       | Юрий Лагода          | Украина    |        | 2161    |
|       | Марк де Мюленер      | Бельгия    |        | 2144    |
|       | Рышард Савчик        | Польша     |        | 2113    |
|       | Иво Кристек          | Чехия      |        | 2048    |